# 2-Chlorpentan
2-Chlorpentan ist eine chlororganische Verbindung aus der Gruppe der aliphatischen, gesättigten Halogenkohlenwasserstoffe. Sie kommt in zwei stereoisomeren Formen vor, den Enantiomeren (R)- und (S)-2-Chlorpentan.

## Gewinnung und Darstellung
Das Racemat von 2-Chlorpentan kann durch Reaktion von 2-Penten mit Chlorwasserstoff gewonnen werden. Durch Reaktion von (S)-Pentan-2-ol mit Thionylchlorid kann die (S)-Form, bei Gegenwart von Pyridin die (R)-Form erhalten werden. Die Reaktion von Pentan mit Chlor verläuft unselektiv und liefert ebenfalls das racemische Gemisch.

## Sicherheitshinweise
Die Dämpfe von 2-Chlorpentan können mit Luft ein explosionsfähiges Gemisch (Flammpunkt ca. −2 °C) bilden.